# Spencer-Gletscher
Der Spencer-Gletscher ist ein Gletscher im US-Bundesstaat Alaska. Er befindet sich im Nordosten der Kenai-Halbinsel innerhalb des Chugach National Forest 75 km südöstlich von Anchorage.

## Geografie
Der 18 km lange und im unteren Bereich 1,4 km breite Gletscher strömt in überwiegend nordwestlicher Richtung. Sein Nährgebiet erstreckt sich zwischen Isthmus Peak im Süden und Carpathian Peak im Norden und liegt auf einer Höhe von 1200 m. Im Osten grenzt der Spencer-Gletscher an die Gletscher Northland und Blackstone, die beide nach Nordosten zur Blackstone Bay strömen.
Die Gletscherzunge des Spencer-Gletschers ist im Rückzug begriffen. Entsprechend wächst der Gletscherrandsee Spencer Lake. Der Gletscherrandsee wird über den Placer River nach Norden zum Turnagain Arm entwässert. Die Bahnstrecke Seward–Anchorage der Alaska Railroad führt durch das Flusstal des Placer River und an der Gletscherzunge des Spencer-Gletschers vorbei.